# Таблица индекса преламања
Бројни материјали имају добро дефинисан индекс преламања који, међутим, зависи од таласне дужине зрачења. Због тога је нумеричка вредност индекса потпуно некорисна ало се не назначи таласна дужина на коју се односи.